# Alessandro Bottoni
Alessandro Bottoni (Roma, 13 ottobre 1972) è un triatleta italiano, dal 1º gennaio 2021 Direttore Tecnico della Federazione Italiana Triathlon (F.i.Tri.).

## Carriera
Ai mondiali di Losanna del 1998, si è classificato 30º assoluto con un tempo di 2:00:05. La rassegna è stata vinta dal britannico Simon Lessing con un tempo di 1:55:30, davanti al connazionale Paul Amey (1:55:57) e all'australiano Miles Stewart (01:56:04).
Ha partecipato alla prima edizione dei Giochi olimpici di triathlon svoltasi a Sydney in Australia il 17 settembre 2001, classificandosi al 32º posto a 2'54" dal vincitore, il canadese Simon Whitfield.
Alessandro ha partecipato e ha vinto numerose competizioni nazionali ed internazionali..
Ha preso parte per la nazionale italiana a molte competizioni di coppa del mondo, tra cui le gare di Sydney, Gamagori, Ishigaki, Rio de Janeiro, Corner Brook, Madrid, Cancun, St. Anthony, Tiszaujvaros, Stoccolma e Salford. In particolare si è classificato 4º assoluto nella gara di coppa del mondo ITU del 1999 di Big Island alla Hawaii alle spalle del trio composto dal campione del mondo del 1990, l'australiano Greg Welch, dal campione del mondo junior del 1995, l'australiano Chris Hill e dal francese Philippe Fattori, a soli 3" da quest'ultimo.
Ha conseguito un importante podio nella gara di coppa europea di Lough Neagh in Irlanda del Nord, alle spalle del pluricampione del mondo, lo spagnolo Javier Gómez, e del britannico Richard Allan.
Si è laureato Campione Italiano Militare di Triathlon a Villasimius nel 1999.
Il 1º dicembre 2020 è stato nominato direttore tecnico della FITRI..

## Competizioni vinte

### Triathlon olimpici
- Triathlon Internazionale di Milano (Milano) - 1995[8]
- Triathlon Internazionale di Venezia (Cavallino) - 1995[9], 1996[10]
- Triathlon Etruria Cup (Tarquinia) - 1996[11], 1998[12]
- Triathlon Internazionale di Portorotondo (Portorotondo) - 1996[13]
- Triathlon di Mergozzo (Mergozzo) - 1997[14]
- European Spring Cup (Anzio) - 1998[15]
- Triathlon dei Templi di Paestum (Paestum) - 1998[16]
- Adriaman (Grado) - 1998[17]
- Sardinia Triathlon Cup - Campionato Italiano Militare Triathlon (Villasimius) - 1999[18]
- Triathlon Mesu e Turris (Putzu Idu) - 2002[19]
- Triathlon Città di Pietrasanta (Marina di Pietrasanta) - 2003[20]
- Triathlon Olimpico di Firenze (Barberino del Mugello) - 2004[21], 2005[22]
- Triathlon di Rimini (Rimini) - 2004[23]
- Triathlon Olimpico di Riccione (Riccione) - 2005[24]
- III Tappa Jhonny Triathlon (Lago del Salto) - 2006[25]

### Triathlon sprint
- Triathlon Città di Terni (Terni) - 2001[26]
- Sprint Rank Città di Nettuno (Nettuno) - 2002[27] 2005[28]
- Triathlon Città di Trieste (Trieste) - 2003[29]
- Triathlon New Green Hill (Trevignano) - 2003[30]
- Triathlon di Presenzano (Presenzano) - 2003[31], 2005[32]
- Trofeo Strabilia (Alghero) - 2003[33]
- Triathlon Sprint di Torrazzo (Bagnolo in Piano) - 2004[34]
- III Jhonny Triathlon Cup (Anguillara) - 2005[35]

## Titoli
- Campione italiano di triathlon (Militare) - 1999
- vicecampione italiano di triathlon (Militare) - 2002[36].
- vicecampione italiano di triathlon sprint (Élite) - 2003[37], 2005[38].